# Конецполь
Конецполь (пол. Koniecpol) — город в Польше, входит в Силезское воеводство, Ченстоховский повят. Административный центр городско-сельской гмины Конецполь. Занимает площадь 36,52 км². Население — 6366 человек (на 2004 год).

## Персоналии
- Родился Войцех Новопольский (1508—1558) — польский анатом, физиолог, филолог, богослов, педагог, профессор Краковской академии.
- В местном костёле покоятся знаменитый полководец Станислав Конецпольский и другие Конецпольские.